# Саляк Юліян
Юліян Саляк (псевдо: «Сокіл», «Тиміш»; 9 червня 1921, м. Львів — 22 січня 1946, с. Зарудці, Жовківський район, Львівська область) — український військовик, поручник УПА, шеф штабу ВО-1 «Башта», командир ТВ-13 «Розточчя» та куреня «Холодноярці». 

## Життєпис
Народився 9 червня 1921 року у місті Львові.
Військовий референт мережі ОУН у німецькій воєнізованій трудовій службі «Баудінст» міста Львова. 
Згодом шеф штабу ВО-1 «Башта» і заступник командира цієї Військової Округи Віктора Харківа.
З весни до літа 1945 окружний організаційно-мобілізаційний референт Городоччини.
Командир ТВ-13 «Розточчя» і куреня “Холодноярці” (05.1945–02.1946). 
Загинув 22 січня 1946 року в бою з військами НКВС разом із 11 повстанцями в селі Зарудці.
Старший вістун, булавний (15.04.1945), старший булавний (1.01.1946), поручник (з датою смерті).

## Нагороди
- Згідно з Наказом військового штабу воєнної округи 2 «Буг» ч. 20 від 20.06.1946 р. поручник УПА, командир ТВ 13 «Розточчя» ВО 2 «Буг» Юліан Саляк – «Тиміш» нагороджений Бронзовим хрестом бойової заслуги УПА.